# Pingchang

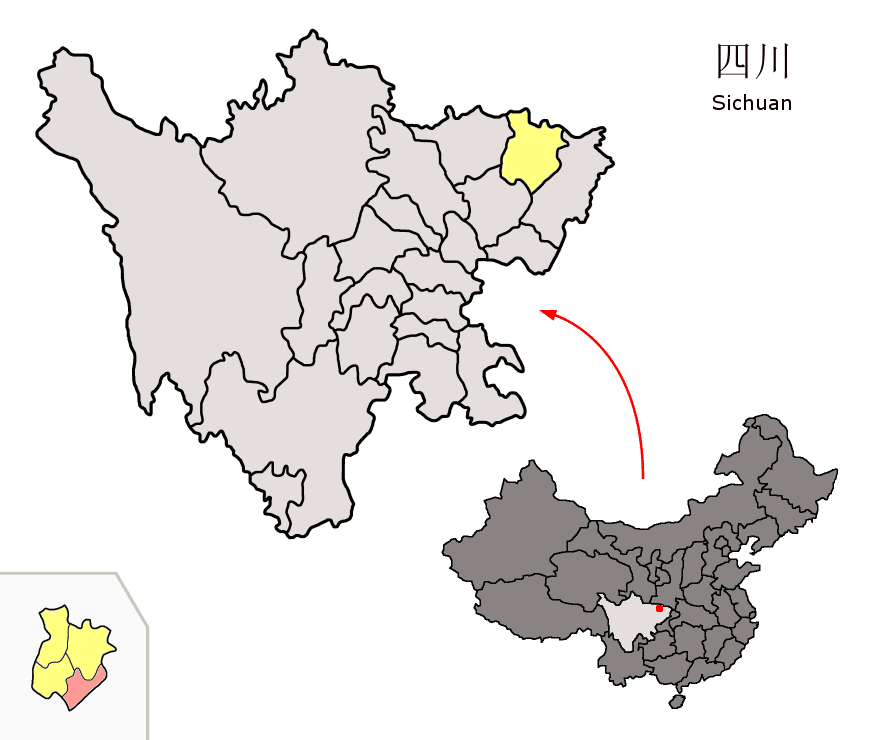
Lage des Kreise Pingchang (rosa) im Gebiet der Stadt Bazhong (gelb).

Der Kreis Pingchang (平昌县,  Píngchāng Xiàn) ist ein Kreis in der chinesischen Provinz Sichuan. Er gehört zum Verwaltungsgebiet der bezirksfreien Stadt Bazhong. Die Fläche beträgt 2.193 Quadratkilometer und die Einwohnerzahl 658.644 (Stand: Zensus 2020). 1999 zählte Pingchang 891.688 Einwohner.